# Paul Dukas
Paul Abraham Dukas (1865-1935) là nhà soạn nhạc người Pháp.

## Cuộc đời và sự nghiệp
Paul Abraham Dukas học âm nhạc tại Nhạc viện Paris trong các năm 1882-1889. Năm 1887, ông gặt hái được thành công lớn với bản scherzo Người học nghề phù thủy cho dàn nhạc giao hưởng. Ông còn là giáo sư về phối dàn nhạc trong các năm 1910-1913 và sáng tác 1928-1935 của Nhạc viện Paris.

## Phong cách sáng tác
Trong thời kỳ đầu của sự nghiệp, Paul Dukas chịu ảnh hưởng của nhà soạn nhạc người Đức Richard Wagner.

## Các tác phẩm
Paul Duaks đã viết:
- Vở opera Ariane và Con yêu Râu xanh (1899-1906)
- Vở ballet La Péri (1911-1912)
- Các tác phẩm cho dàn nhạc giao hưởng:

- Bản overture Polueucte
- Khúc scherzo Người học nghề phù thủy
- Giao hưởng giọng Đô trưởng (1896)

- Các tác phẩm nhạc thính phòng:

- Bản sonata giọng Mi giáng thứ (1899-1901)
- Bản prelude Than thở (1908)

- Các bản romance

## Danh sách tác phẩm

### Các tác phẩm được xuất bản
- Polyeucte, overture for orchestra (1891)
- Symphony in C (1895–96)
- L'apprenti sorcier ("The Sorcerer's Apprentice"), for orchestra (1897)
- Piano Sonata in E-flat minor (1899–1900)
- Variations, Interlude and Finale on a Theme by Rameau, for piano (c.1899–1902)
- Ariane et Barbe-bleue, opera (1899–1907)
- Villanelle, for horn and piano (1906)
- Prélude élégiaque sur le nom de Haydn, for piano (1909)
- Vocalise-étude (alla gitana), for voice and piano (1909)
- La Péri, ballet (poème dansé) (1911; later supplemented with Fanfare pour précéder La Péri (1912))
- La plainte, au loin, du faune..., for piano (1920)
- Amours, sonnet for voice and piano (1924)
- Allegro, for piano (1925)
- Modéré, for piano (?) (1933; published posthumously in 1936)

### Các tác phẩm chưa công bố
- Air de Clytemnestre, for voice and small orchestra (1882)
- Goetz de Berlichingen, overture for orchestra (1883)
- Le roi Lear, for orchestra (1883)
- Chanson de Barberine, for soprano and orchestra (1884)
- La fête des Myrthes, for choir and orchestra (1884)
- L'ondine et le pêcheur, for soprano and orchestra (1884)
- Endymion, cantata for three solo voices and orchestra (1885)
- Introduction au poème "Les Caresses", for piano (1885)
- La vision de Saül, cantata for three solo voices and orchestra (1886)
- La fleur, for choir and orchestra (1887)
- Fugue (1888)
- Hymne au soleil, for choir and orchestra (1888)
- Velléda, cantata for three solo voices and orchestra (1888)
- Sémélé, cantata for three solo voices and orchestra (1889)

### Các tác phẩm dự kiến và bị hủy bỏ
- Horn et Riemenhild, opera (1892)
- L'arbre de science, opera (1899)
- Le fil de parque, symphonic poem (c.1908)
- Le nouveau monde, opera (c.1908–1910)
- Le sang de Méduse, ballet (1912)
- Symphony No. 2 (after 1912)
- Violin Sonata (after 1912)
- La tempête, opera (c.1918)
- Variations choréographiques, ballet (1930)
- An untitled orchestral work for Boston Symphonic Orchestra (1932)